# Bramminge-ulykken
Bramminge-ulykken var en togulykke som skete den 26. juli 1913, hvor toget 1029 (kaldet Emigranten) afsporedes på vej mod Esbjerg kort efter at have passeret Bramminge (nu: Bramming) station.

## Ulykken
Eksprestog 1029 skulle normalt afgå fra Fredericia kl. 14:50. Toget var større end sædvanligt og fik tilkoblet yderligere et lokomotiv – en A-maskine – til hjælp for den sædvanlige K-maskine. Toget – med direkte vogne fra København – afgik først kl. 15.06.
Ud over lokomotiverne bestod toget af en rejsegodsvogn, et antal boggievogne, tre toakslede kupévogne (direkte adgang fra perron til kupéer via døre i vognsiderne) samt endnu nogle boggievogne.
Ved ankomst til Lunderskov havde toget indhentet tre minutter af forsinkelsen, og der var gode udsigter til at indhente det meste af forsinkelsen uden at køre alt for stærkt.
På stationerne var den højeste tilladte hastighed 75 km/t, og på fri bane 90 km/t, men udsagn fra passagerer og fra personale antydede, at der blev kørt en del hurtigere end sædvanligt – måske helt op til 120 km/t. Auditørrapporten fastslår, at den højeste tilladte hastighed nok blev overskredet (op til 105 km/t) – men der kørtes i hvert fald ikke hurtigere end forsvarligt, konkluderes det i rapporten.
Da toget havde passeret Bramminge station, så lokomotivfyrbøderen på det forreste lokomotiv en lille skarp kurve på sporet forude.
Et sjak banearbejdere var ved at løfte sporet, og på et stykke af sporet var grusballasten skrabet væk fra svelleenderne. Ballasten var i det hele taget ikke på plads, fordi sporet var blevet løftet. Den begrænsede mængde ballast anses for at have været en afgørende årsag til, at skinnerne kunne slå sig på grund af varmeudvidelsen.
Sporet havde tidligere slået sig og var blevet rettet op ved hjælp af løftestænger, men ellers blev der ikke gjort noget for at afhjælpe problemet. (Baneformanden for det pågældende sjak kunne have sørget for en hastighedsnedsættelse på det pågældende stykke, men regnede det ikke for nødvendigt.)
Det forreste lokomotiv fortsatte hen over solkurven i sporet, tenderen blev afsporet, og lokomotivet rev sig løs fra det efterfølgende lokomotiv og vognene. Det efterfølgende lokomotiv kørte i en blød bue af sporet, og vognene væltede bortset fra togets sidste vogn, der blev stående på sporet.
Ved afsporingen knustes de tre midterste trævogne totalt. Det var her, 14 af de 15 dræbte befandt sig.

### Ofre
Ved afsporingen omkom 15 personer, 20 blev hårdt såret, og 60-70 fik lettere kvæstelser. Blandt de omkomne var børneretsforkæmperen, redaktør og folketingsmedlem Peter Sabroe. Toget medførte i alt 279 passagerer.

## Undersøgelser
Statspolitiet foretog undersøgelser af ulykken, og en auditørrapport fastslog, at årsagen til ulykken var en solkurve – dvs. en forkastning af sporet på grund varmeudvidelse af skinnerne. Men som ved andre ulykker var der tale om flere samvirkende faktorer, der fik indflydelse dels på ulykkens opståen og dels på dens omfang.
Lokomotivpersonalet på de to lokomotiver anførte i de efterfølgende afhøringer, at de ikke mente, at der var kørt for stærkt (lokomotivføreren på det bageste lokomotiv mente, at der efter Bramminge ikke var kørt over 83 km/t – hans hastighedsmåler var imidlertid defekt) – lokomotivføreren på det forreste lokomotiv og hans fyrbøder oplyste, at togets hastighed var blevet nedsat til 75 km/t gennem Bramminge, og at den ikke efterfølgende var blevet øget, idet hastigheden atter skulle nedsættes ved passage af sporskifterne ved Tjæreborg.

## Historisk
På Bramming Egnsmuseum findes en model af ulykken, samt genstande fra det forulykkede tog som stammer fra en større udstilling i forbindelse med 100-årsdagen for ulykken i 2013.
Ved 100-årsdagen blev der tillige nedlagt en mindesten på ulykkesstedet (nær Industrivej 19 55°27′49″N 8°41′22″Ø / 55.4636539°N 8.6894722°Ø), samt rejst en skulptur nær Egnsmuseet (Industrivej 3 55°27′51″N 8°41′54″Ø / 55.4642531°N 8.6982170°Ø), udført af kunstneren Ole Jørgensen, til minde om ofrene.

## Togets oprangering
- Lokomotiv litra A 154 bygget 1886
- Lokomotiv litra K 505 bygget 1894
- Rejsegodsvogn litra QE 34468
- Boggiepersonvogn litra EM 2151
- Boggiepersonvogn litra AS 283
- Kupevogn litra CB 466 – 5 kupeer III 50 pladser – bygget 1865
- Kupevogn litra CB 1003 – 5 kupeer III – 50 pladser – bygget 1865
- Kupevogn litra AA 20 – 6 kupeer I – 10 pladser II – 28 pladser – bygget 1893
- Boggiepersonvogn litra CN 11049
- Boggiepersonvogn litra AN 447
- Boggiepersonvogn litra CM 10277
- Boggiepersonvogn litra CM 10226